# Gaillac
Gaillac (en occitano Galhac) es una ciudad en el sur de Francia, en la región de Mediodía-Pirineos, departamento de Tarn, distrito de Albi. Es la cabecera y mayor población del cantón de su nombre.
Con 11.461 habitantes, la ciudad se ha hecho famosa por su renombrado vino.

## Demografía
| 8767 | 10 315 | 10 573 | 10 389 | 10 378 | 11 073 |
| Para los censos de 1962 a 1999 la población legal corresponde a la población sin duplicidades (Fuente: INSEE [Consultar]) |        |        |        |        |        |

## Ciudades hermanadas
- Caspe,  España